# 오치 마쓰다이라가
오치 마쓰다이라가(越智松平家)는 도쿠가와씨의 분가인 고카몬 중 한 가문이다.
가문의 시조는 고후 번주 도쿠가와 쓰나시게의 차남이자 도쿠가와 이에미쓰의 손자, 그리고 도쿠가와 이에노부의 동생인 마쓰다이라 기요타케(아명은 구마노스케, 헤이시로)이다.